# Daniel Auteuil

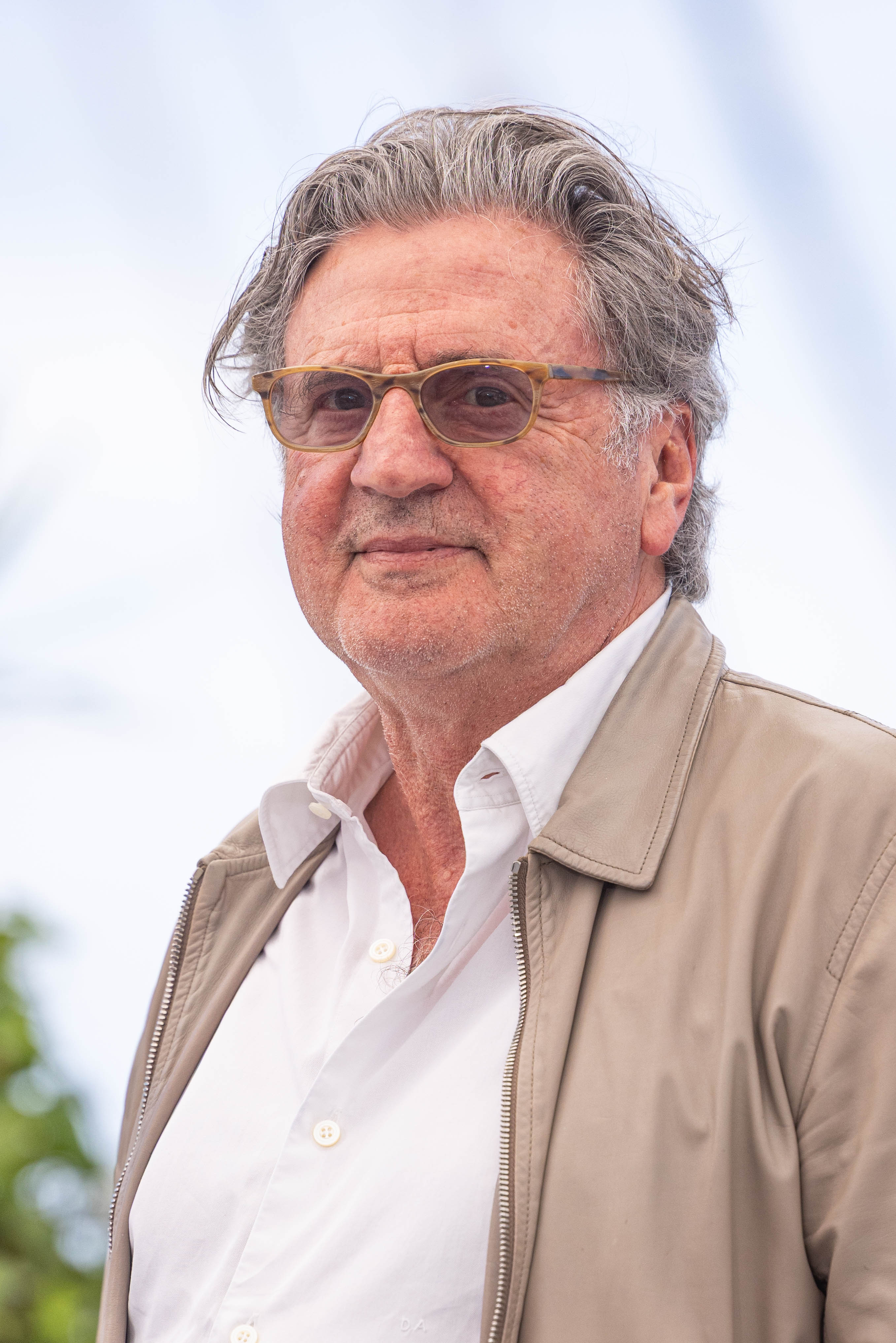
Daniel Auteuil bei den Internationalen Filmfestspielen von Cannes 2025

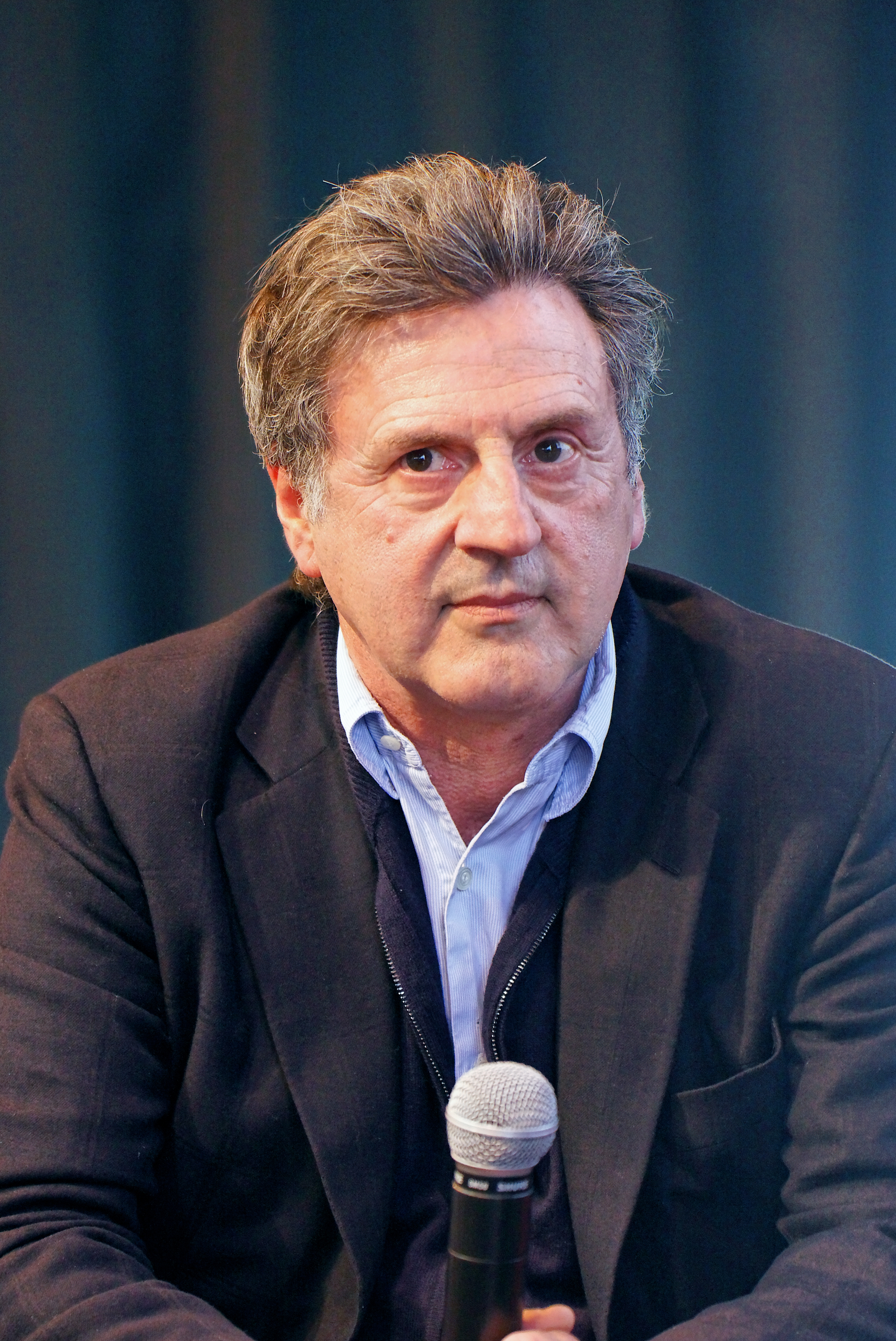
Daniel Auteuil (2011)

Daniel Auteuil (* 24. Januar 1950 in Algier) ist ein französischer Theater- und Filmschauspieler, Regisseur und Drehbuchautor. Er zählt zu den bedeutendsten französischen Charakterdarstellern der Gegenwart.

## Leben und Laufbahn
Auteuil kam 1950 in Algier zur Welt, wo seine Eltern, die Opern- und Operettensänger Henri und Yvonne Auteuil, Station im Rahmen einer Tournee mit der Opéra de Paris machten, und verbrachte dort die ersten sechs Monate seines Lebens. Er wuchs in Avignon auf und sammelte im Kindesalter erste Bühnenerfahrung als Statist. So übernahm er als Vierjähriger seine erste Theaterrolle als Sohn in Madama Butterfly.
Im Alter von 16 Jahren trat Auteuil mit der Theatergruppe von André Benedetto in Avignon in einer Nebenrolle in Anton Tschechows Heiratsantrag auf, wodurch sich sein Wunsch, Schauspieler zu werden, festigte. Auteuil arbeitete zunächst als Landvermesser in der Provence und ging 1969 nach Paris, wo er sich an der privaten Schauspielschule Cours Florent einschrieb. Er bewarb sich dreimal vergeblich um Aufnahme am Conservatoire national supérieur d’art dramatique.
Auteuil gab sein eigentliches Schauspieldebüt 1970 am Pariser Théâtre national de Chaillot im Stück Early Morning von Edward Bond. Einen ersten größeren Erfolg verbuchte er 1972, als er unter 1500 Bewerbern einer von zehn französischen Schauspielern war, die für das amerikanische Musical Godspell gecastet wurden. In Godspell spielte Auteuil zwei Jahre fest in Paris. Seine erste Fernsehrolle übernahm er 1974 in der Serie Les Fargeot, sein Kinofilmdebüt gab er 1975 in Gérard Pirès’ Die Entfesselten. Weitere kleinere Theater- und Filmrollen folgten; sein größter Theatererfolg wurde 1979 Coup de chapeau in einer Inszenierung von Pierre Mondy am Théâtre de la Michodière, für die Auteuil 1979 mit dem Prix Gérard-Philipe als bester Bühnenschauspieler des Jahres ausgezeichnet wurde.
Zunächst hauptsächlich in Komödien zu sehen (er spielte 1980 in Claude Zidis Teenagerkomödie Glückwunsch … mal wieder sitzengeblieben sowie in der Fortsetzung Glückwunsch II – Die Lümmel machen Ferien) schaffte Auteuil nach wenigen Jahren den Sprung ins Charakterfach. Mit der Rolle des ambivalenten Bauern Ugolin in Claude Berris Pagnol-Verfilmungen Jean Florette und Manons Rache gelang Auteuil über die Landesgrenzen hinaus der Durchbruch als Schauspieler. „Diese legendäre Figur, geboren aus französischer Dorfwirklichkeit und Pagnolscher Dichtung, hat Daniel Auteuils Leben verändert“, so prisma.de. Auteuil selbst bekannte in einem Interview, dass er durch die Rolle „zu [sich] gefunden und festgestellt [hat], wie wichtig und wunderbar es ist, das tun zu können, was man wirklich will.“ Für seine darstellerische Leistung in Jean Florette wurde er 1987 mit einem César als bester Hauptdarsteller ausgezeichnet.
Für kurze Zeit war Auteuil 1985 als Sänger aktiv, auch wenn er nach eigener Aussage kein Rhythmusgefühl besitzt. Er veröffentlichte die Single Que la vie me pardonne (B-Seite T’es pas la femme du boulanger), die im selben Jahr das Titellied des Films Der Filou wurde, in dem Auteuil eine Hauptrolle innehatte. Die Single hielt sich fünf Wochen in den französischen Charts und erreichte Platz 35. Die Folgesingle, Où elle est (B-Seite Tu m’as larqué Florence), konnte sich 1985 nicht in den Charts platzieren. Nach eigener Aussage widmete sich Auteuil in dieser Zeit nur der Musik, weil er als Schauspieler in einer Sackgasse war und darauf wartete, dass „etwas“ passiert („c’était en attendant qu’il se passe un truc“). Der Erfolg von Jean Florette führte dazu, dass er die Musik aufgab. Er spielte in späteren Jahren jedoch in Musikvideos mit, so in Maxime Le Forestiers L’homme au bouquet de fleurs (2002) und Pascal Obispos Arigatô (2014). Im Jahr 2021 veröffentlichte er mit Si vous m’aviez connu schließlich ein Musikalbum mit Chansons, 2023 folgte ein zweites Album mit dem Titel Si tu as peur, n’aie pas peur de l’amour.
Auteuil übernahm immer wieder Rollen, die Gefühlsstörungen thematisieren, seien es psychische Probleme wie Teilnahmslosigkeit (Einige Tage mit mir, 1988) oder die Unfähigkeit, zu lieben oder sich zu binden (Ein Herz im Winter und Meine liebste Jahreszeit, beide 1992). Auteuil wurde 1994 durch seine Darstellung des protestantischen Königs Heinrich von Navarra in Patrice Chéreaus Die Bartholomäusnacht international bekannt. Für seine Darstellung des Karrieremenschen Harry im Film Am achten Tag, der sich mit Georges, Heimbewohner mit Downsyndrom, anfreundet, wurde Auteuil bei den Filmfestspielen von Cannes als bester Darsteller ausgezeichnet. Seinen zweiten César als bester Hauptdarsteller gewann er 2000 für seine Darstellung des erfolglosen Messerwerfers Gabor in Die Frau auf der Brücke, der in der selbstmordgefährdeten Adèle (Vanessa Paradis) eine Muse und unerreichbar scheinende Geliebte findet. The Lost Son (1999) unter der Regie von Chris Menges wurde Auteuils erster englischer Film, während er in Ein Mann sieht rosa als vermeintlich homosexueller Angestellter 2001 ins Komödienfach zurückkehrte. Dabei stand er nach Jean Florette und Manons Rache erneut mit Gérard Depardieu vor der Kamera.
Häufig ist Auteuil in der Rolle des Außenseiters zu sehen, bedient dabei jedoch sowohl das dramatische als auch das komödiantische Fach. „Gequält, unwohl in der eigenen Haut, oft schäbig und verschlagen: Die Männer, die Daniel Auteuil spielt, sind nicht die typischen Sympathieträger“, so die Kritik, die zudem den „beinahe autistischen Zug, der Auteuils Leinwandpersona zu eigen sein kann“, hervorhebt. Er gilt als „vielseitiger Charakterdarsteller mit einem beständigen Wechsel zwischen Komödie und Drama, zwischen Kunstkino und Mainstreamhits“, wobei ihm in Komödien „fulminant die optimistische Umkehrung der Sinnkrisen, die er in seinen ‚ernsten‘ Filmen durchlebt“, gelingt. Der Spiegel nannte ihn 2000 den „Mann mit dem wohl markantesten Gesicht im europäischen Film.“
Auteuil veröffentlichte 2004 sein erstes Buch, Il a fait l’idiot à la chapelle mit Illustrationen von Jean-Jacques Sempé. Im Jahr 2010 gab er sein Debüt als Regisseur und realisierte das Filmdrama La fille du puisatier nach einem Roman von Marcel Pagnol; darin übernahm er auch eine Nebenrolle. Zudem verfilmt er die Trilogie marseillaise Pagnols; Marius und Fanny liefen 2013 in den Kinos an, César wird die Reihe abschließen, wobei Auteuil in allen drei die Rolle des César übernimmt. Unter der Präsidentschaft von Steven Spielberg war Auteuil 2013 Mitglied der Wettbewerbsjury bei den 66. Filmfestspielen in Cannes.
Bereits 2008 war Auteuil nach längerer Bühnenabstinenz in Molières Die Schule der Frauen wieder am Theater aktiv und ging 2009 mit dem Stück auf Tournee. Unsere Frauen von Eric Assous, das unter der Regie von Richard Berry von September 2013 bis Februar 2014 lief, wurde 2013 zu einer der erfolgreichsten Aufführungen französischer Privatbühnen. Auteuil erhielt für seine Darstellung des Mediziners Paul 2014 eine Molière-Nominierung als bester Hauptdarsteller. Im April 2015 kam die Verfilmung des Stücks, Nos femmes, in die französischen Kinos; Auteuil nahm unter der Regie von Richard Berry wie am Theater die Rolle des Paul. 2016 spielte Auteuil die Hauptrolle des Daniel in Florian Zellers Stück Hinter der Fassade am Théâtre de Paris; Auteuil führte selbst Regie und verfilmte das Stück 2018 unter dem Titel Verliebt in meine Frau, wobei er ebenfalls Regie führte und die Hauptrolle übernahm.
Nach mehreren von Kritikern verrissenen Komödien, darunter Unter Freunden (2015) und Les naufragés (2016), kehrte Auteuil mit Im Namen meiner Tochter – Der Fall Kalinka 2016 ins ernste Charakterfach zurück. In der Verfilmung des Kriminalfalls Kalinka übernahm er die Rolle von Kalinkas Vater, der zur Selbstjustiz greift. Im Folgejahr kam der Film Die brillante Mademoiselle Neïla ins Kino, für seine Darstellung des zynischen und latent rassistischen Juraprofessors Pierre Mazard erhielt er 2018 seine 13. César-Nominierung. In Nicolas Bedos’ Tragikomödie Die schönste Zeit unseres Lebens übernahm er 2019 die Rolle des desillusionierten Comiczeichners Victor, der von seiner Frau verlassen wird und im Rahmen eines Reality-Spiels zu dem Tag im Jahr 1974 zurückkehrt, an dem er seiner Frau zum ersten Mal begegnete. Für die Rolle des Victor wurde Auteuil 2020 zum 14. Mal für einen César als bester Hauptdarsteller nominiert.
Im Jahr 2024 inszenierte Auteuil den Spielfilm Le fils mit sich selbst sowie Grégory Gadebois in den Hauptrollen. Das Justizdrama wurde ins offizielle Programm des 77. Filmfestivals von Cannes aufgenommen.

## Privates
Auteuil ist Vater zweier Töchter, die aus seinen Beziehungen mit den Schauspielerinnen Anne Jousset und Emmanuelle Béart hervorgingen. Auteuil war mehrere Jahre mit der Schauspielerin Marianne Denicourt liiert, bevor er im Juli 2006 in erster Ehe die korsische Bildhauerin Aude Ambroggi heiratete. Der gemeinsame Sohn wurde im September 2009 geboren. Auteuil lebt mit seiner Frau und seinem Sohn auf Korsika.
Seit einem Unfall in der Jugend hat Auteuil eine Doppelnarbe über der Oberlippe.

## Synchronisation
Seit Einige Tage mit mir (1988) wird Auteuil in Filmsynchronisationen überwiegend von Gudo Hoegel gesprochen (21 Filme; Stand Februar 2020). Weitere Sprecher waren unter anderem Wolfgang Condrus (4), Martin Umbach, Bodo Wolf (je 3) sowie Arne Elsholtz, Stephan Schwartz und Joachim Tennstedt (je 2).

## Filmografie
- 1974: Les Fargeot (TV-Serie)
- 1975: Adieu Amédée (TV)
- 1975: Die Entfesselten (L’agression)
- 1976: Schinken mit Ei (Attention les yeux!)
- 1976: La folle de Chaillot (TV)
- 1976: Assassinat de Concino Concini (TV)
- 1976: Les mystères de Loudun (TV)
- 1977: Rendez-vous en noir (TV-Serie, sechs Folgen)
- 1977: La nuit de Saint-Germain-des-Prés
- 1977: Monsieur Papa
- 1977: Le chevalier d’Harmental (TV-Mehrteiler)
- 1978: Das Ende der Nacht (L’amour violé)
- 1979: Les héros n’ont pas froid aux oreilles
- 1979: Allein zu zweit (À nous deux)
- 1979: Le petit théâtre d’Antenne 2: L’incompris (TV-Reihe)
- 1979: Die Schlafmütze (Bête, mais discipliné)
- 1979: Rien ne va plus
- 1980: Au théâtre ce soir: Bataille de dames (TV-Reihe)
- 1980: Glückwunsch … mal wieder sitzengeblieben (Les sous-doués)
- 1980: Die Bankiersfrau (La banquière)
- 1980: Clara und die tollen Typen (Clara et les chics types)
- 1980: Verführung wider Willen (Le calvaire d’un jeune homme impéccable) (TV)
- 1981: Société amoureuse à responsabilité limitée (TV)
- 1981: Les hommes préfèrent les grosses
- 1982: Glückwunsch II – Die Lümmel machen Ferien (Les sous-doués en vacances)
- 1982: T’empêches tout le monde de dormir
- 1982: Du kannst mich mal (Pour 100 briques, t’as plus rien!)
- 1982: Merci Bernard (TV-Serie, zwei Folgen)
- 1982: Emmenez-moi au théâtre: Apprends-moi Céline (TV-Reihe)
- 1982: Que les gros salaires lèvent le doigt!
- 1983: Der Spitzel (L’indic)
- 1984: Kleiner Spinner (P’tit con)
- 1984: Großstadthölle – Gehetzt und gejagt (Les fauves)
- 1984: Der Linkshänder (L’arbalète)
- 1985: Die Dame vom Palace-Hotel (Palace)
- 1985: Der Filou (L’amour en douce)
- 1986: Der Tölpel (Le paltoquet)
- 1986: Jean Florette (Jean de Florette)
- 1986: Manons Rache (Manon des sources)
- 1988: Einige Tage mit mir (Quelques jours avec moi)
- 1989: Milch und Schokolade (Romuald et Juliette)
- 1990: Lacenaire
- 1991: Mein Leben ist die Hölle (Ma vie est un enfer)
- 1992: Ein Herz im Winter (Un cœur en hiver)
- 1992: Meine liebste Jahreszeit (Ma saison préférée)
- 1994: Die Bartholomäusnacht (La reine Margot)
- 1994: Trennung (La séparation)
- 1995: Hundert und eine Nacht (Les cent et une nuits de Simon Cinéma)
- 1995: Eine französische Frau
- 1995: Erklärt Pereira (Sostiene Pereira)
- 1996: Diebe der Nacht (Les voleurs)
- 1996: Am achten Tag (Le huitième jour)
- 1996: Passage à l’acte
- 1997: Lucie Aubrac
- 1997: Duell der Degen (Le bossu)
- 1999: Die Frau auf der Brücke (La fille sur le pont)
- 1999: The Lost Son
- 1999: Mauvaise passe
- 2000: Die Witwe von Saint-Pierre (La veuve de Saint-Pierre)
- 2000: Sade
- 2001: Ein Mann sieht rosa (Le placard)
- 2001: Vajont – La diga del disonore
- 2002: L’adversaire
- 2003: Kleine Wunden (Petites coupures)
- 2003: Der rote Tempelritter – Red Knight (Rencontre avec le dragon)
- 2003: Après vous … Bitte nach Ihnen (Après vous)
- 2003: Les clefs de bagnole
- 2004: Preis des Verlangens (Sotto falso nome)
- 2004: Nos amis les flics
- 2004: Pourquoi (pas) le Brésil
- 2004: 36 tödliche Rivalen (36, quai des Orfèvres)
- 2005: L’un reste, l’autre part
- 2005: Caché
- 2005: Malen oder Lieben (Peindre ou faire l’amour)
- 2006: In flagranti – Wohin mit der Geliebten? (La doublure)
- 2006: L’entente cordiale
- 2006: Mein bester Freund (Mon meilleur ami)
- 2006: N (Io e Napoleone)
- 2007: Dialog mit meinem Gärtner (Dialogue avec mon jardinier)
- 2007: Le deuxième souffle
- 2007: L’invité
- 2008: MR 73 – Bis dass der Tod dich erlöst (MR 73)
- 2008: 15 ans et demi …
- 2008: La personne aux deux personnes
- 2009: Ich habe sie geliebt (Je l’aimais)
- 2010: Donnant Donnant
- 2011: La fille du puisatier
- 2011: La mer à boire
- 2012: The Lookout – Tödlicher Hinterhalt (Le guetteur)
- 2013: Jappeloup – Eine Legende (Jappeloup)
- 2013: Marius
- 2013: Fanny
- 2013: Bevor der Winter kommt (Avant l’hiver)
- 2015: Unter Freunden (Entre amis)
- 2015: Nos femmes
- 2016: Les naufragés
- 2016: Im Namen meiner Tochter – Der Fall Kalinka (Au nom de ma fille)
- 2016: Le confessioni
- 2017: Die brillante Mademoiselle Neïla (Le brio)
- 2018: Verliebt in meine Frau (Amoureux de ma femme)
- 2018: Rémi – sein größtes Abenteuer (Rémi sans famille)
- 2019: Qui m’aime me suive!
- 2019: Die schönste Zeit unseres Lebens (La belle époque)
- 2020: Le mensonge (TV-Mehrteiler, vier Folgen)
- 2021: Adieu Monsieur Haffmann
- 2022: Der geschenkte Freund (Le nouveau jouet)
- 2023: Ein Schweigen (Un silence)
- 2024: Le fils (auch Regie und Drehbuch)
- 2025: Vie privée

## Theaterrollen
- 1970: Early morning (Edward Bond), Regie: Georges Wilson, Festival d'Avignon, Théâtre national de Chaillot
- 1972: Godspell (John Michael Tebelak), Regie: Nina Faso, Théâtre de la Porte Saint-Martin
- 1974: Le premier (Israël Horovitz), Regie: Michel Fagadau, Théâtre de Poche Montparnasse
- 1975: L’intervention (Victor Haïm), Regie: Jean-Claude Robbe, Café-Théâtre Le Sélénite
- 1975: La Folle de Chaillot (Jean Giraudoux), Regie: Gérard Vergez, Théâtre de l'Athénée
- 1975: La caverne d’Adullam (Jean-Jacques Varoujean), Regie: Étienne Bierry, Théâtre de Poche Montparnasse
- 1976: Apprends-moi Céline (Maria Pacôme), Regie: Gérard Vergez, Théâtre des Nouveautés
- 1976: Charlie Brown, Théâtre de la Gaîté-Montparnasse
- 1978: Les chemins de fer, Théâtre de la Ville
- 1979: Coup de chapeau (Bernard Slade), Regie: Pierre Mondy, Théâtre de la Michodière
- 1980: Le garçon d’appartement (Gérard Lauzier), Regie: Daniel Auteuil, Théâtre Marigny
- 1986: L’amuse-gueule (Gèrard Lauzier), Regie: Pierre Mondy, Théâtre du Palais-Royal
- 1988: La double Inconstance (Pierre Carlet de Marivaux), Regie: Bernard Murat, Théâtre de l'Atelier, Festival d'Anjou
- 1989: Le palais de crystal (André Gunthert), Regie: André Gunthert, Théâtre National de Nice
- 1990: Les fourberies de Scapin (Molière), Regie: Jean-Pierre Vincent, Festival d'Avignon, Théâtre des Amandiers
- 1992: Un homme pressé (Bernard Chartreux), Regie: Jean-Pierre Vincent, Théâtre des Amandiers
- 1993: Woyzeck (Georg Büchner), Regie: Jean-Pierre Vincent, Théâtre de Nimes, Théâtre du Rond-Point, 1994 am Théâtre National de Nice
- 1999: La chambre bleue (nach Arthur Schnitzlers Reigen), Regie: Bernard Murat, Théâtre Antoine
- 2003: Il a fait l’idiot à la chapelle (Autor und Regie), Lesung, Théâtre Marigny
- 2008: Die Schule der Frauen (Molière), Regie: Jean-Pierre Vincent, Théâtre National de l’Odéon, Tournee von Januar bis Februar 2009 mit Stationen u. a. in Grenoble, Athen, Rom, London, Brüssel
- 2013: Nos femmes (Eric Assous), Regie: Richard Berry, Théâtre de Paris
- 2016: Hinter der Fassade (Florian Zeller), Regie: Daniel Auteuil, Théâtre de Paris
- 2019: Der eingebildete Kranke (Molière), Regie: Daniel Auteuil, Théâtre de Paris

## Auszeichnungen

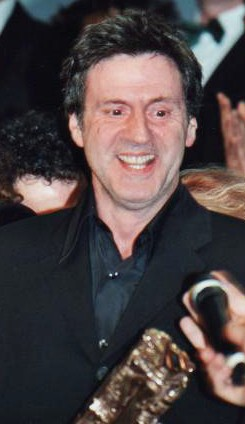
Auteuil 2000 mit dem César als Bester Hauptdarsteller für Die Frau auf der Brücke

- 1979: Prix Gérard-Philipe als Bester Nachwuchsdarsteller des Jahres für Coup de chapeau
- 1987: César, Bester Hauptdarsteller, für Jean Florette
- 1988: BAFTA, Bester Nebendarsteller, für Jean Florette
- 1988: Molière-Nominierung, Bester Hauptdarsteller, für La double inconstance
- 1989: Césarnominierung, Bester Hauptdarsteller, für Einige Tage mit mir
- 1991: Césarnominierung, Bester Hauptdarsteller, für Lacenaire
- 1991: Molière-Nominierung, Bester Hauptdarsteller, für Les Fourberies de Scapin
- 1993: Europäischer Filmpreis, Bester Darsteller, für Ein Herz im Winter
- 1993: David di Donatello, Bester ausländischer Darsteller, für Ein Herz im Winter
- 1993: Césarnominierung, Bester Hauptdarsteller, für Ein Herz im Winter
- 1994: Césarnominierung, Bester Hauptdarsteller, für Meine liebste Jahreszeit
- 1995: Césarnominierung, Bester Hauptdarsteller, für Trennung
- 1996: Internationale Filmfestspiele von Cannes, Bester Darsteller, für Am achten Tag
- 1997: Césarnominierung, Bester Hauptdarsteller, für Am achten Tag
- 1998: Césarnominierung, Bester Hauptdarsteller, für Duell der Degen
- 1999: Nominierung British Independent Film Award, Bester Darsteller, für The Lost Son
- 2000: César, Bester Hauptdarsteller, für Die Frau auf der Brücke
- 2001: Nominierung Chlotrudis Award, Bester Hauptdarsteller, für Die Frau auf der Brücke
- 2001: Prix Lumières, Bester Darsteller, für Sade
- 2001: Internationales Filmfestival Shanghai, Goldener Pokal als Bester Schauspieler, für Ein Mann sieht rosa
- 2001: Sant Jordi Awards, Sant Jordi als Bester ausländischer Darsteller, für Die Frau auf der Brücke und Die Witwe von Saint-Pierre
- 2002: Nominierung Chlotrudis Award, Bester Hauptdarsteller, für Die Witwe von Saint-Pierre
- 2003: Césarnominierung, Bester Hauptdarsteller, für L’adversaire
- 2004: Césarnominierung, Bester Hauptdarsteller, für Après vous … Bitte nach Ihnen
- 2004: Étoile d’Or, Bester Hauptdarsteller, für Petites coupures und Après vous … Bitte nach Ihnen
- 2005: Chevalier des Arts et Lettres, Officier des Arts et Lettres
- 2005: Europäischer Filmpreis, Bester Darsteller, für Caché
- 2005: Césarnominierung, Bester Hauptdarsteller, für 36 Tödliche Rivalen
- 2007: Nominierung Chlotrudis Award, Bester Hauptdarsteller, für Caché
- 2014: Molière-Nominierung, Bester Hauptdarsteller, für Nos femmes
- 2018: Césarnominierung, Bester Hauptdarsteller, für Die brillante Mademoiselle Neïla
- 2020: Césarnominierung, Bester Hauptdarsteller, für Die schönste Zeit unseres Lebens

## Diskografie
- 1985: Que la vie me pardonne (Single)
- 1985: Où elle est (Single)
- 2021: Si vous m’aviez connu (Album)
- 2023: Si tu as peur, n’aie pas peur de l’amour (Album)